# 蓬桑苏比朗
蓬桑苏比朗（法語：Ponsan-Soubiran，法語發音：[pɔ̃sɑ̃ subiʁɑ̃]）是法国热尔省的一个市镇，属于米朗德区。

## 地理
蓬桑苏比朗（43°21'5"N, 0°29'3"E）面积6.87 平方千米，位于法国奧克西塔尼大區热尔省，该省份为法国西南部内陆省份，北起顺时针与洛特-加龙省、塔恩-加龙省、上加龙省、上比利牛斯省、大西洋比利牛斯省和朗德省接壤。
与蓬桑苏比朗接壤的市镇（或旧市镇、城区）包括：吉泽里、拉罗克、欧让-穆尔内德、屈埃拉、蒙洛尔-贝尔内、圣奥斯。

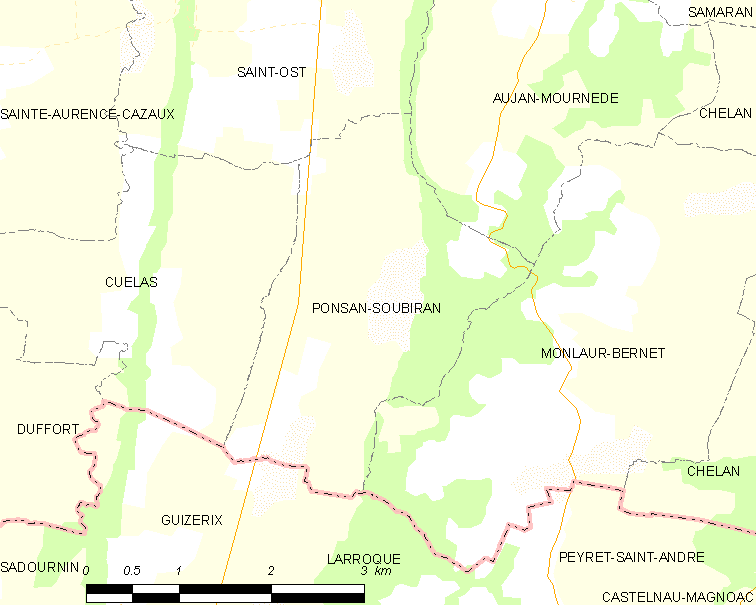
蓬桑苏比朗的OSM定位图

蓬桑苏比朗的时区为UTC+01:00、UTC+02:00（夏令时）。

## 行政
蓬桑苏比朗的邮政编码为32300，INSEE市镇编码为32324。

## 政治
蓬桑苏比朗所属的省级选区为阿斯塔拉克-日莫讷县。

## 人口

1962-2008年间蓬桑苏比朗人口变化图示

蓬桑苏比朗于2022年1月1日时的人口数量为73人。